# Herrenhaus Wedderstedt

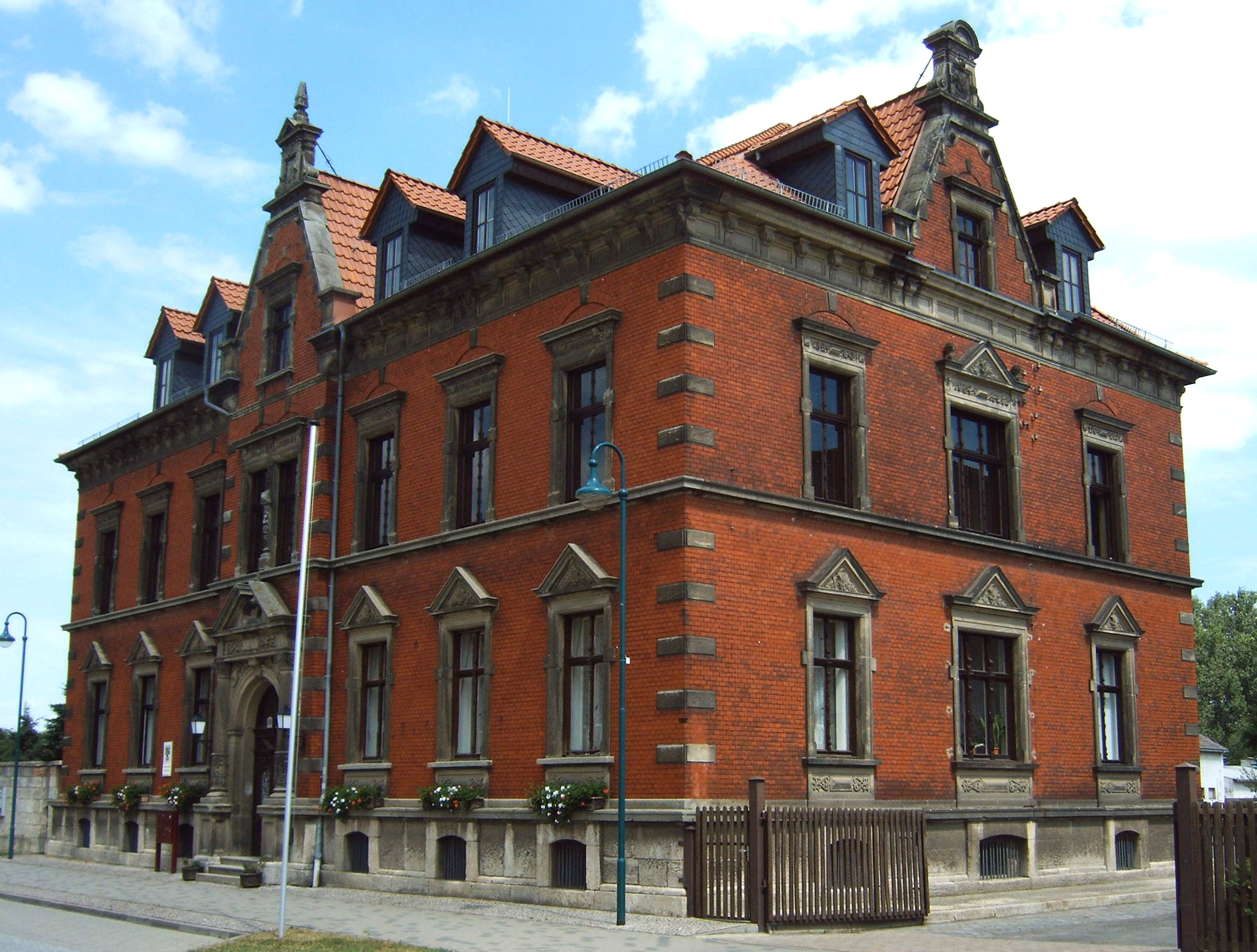
Herrenhaus Wedderstedt

Das Herrenhaus Wedderstedt ist ein ehemaliges Herrenhaus in Wedderstedt in Sachsen-Anhalt.
Das Herrenhaus liegt unmittelbar an der Hauptstraße (Quedlinburger Straße Nr. 10) und wird heute als Sitz der Gemeindeverwaltung genutzt. 
Das aus Klinkern errichtete Gebäude entstand 1893. Die Gestaltung und insbesondere die strenge Symmetrie der Fassade orientierte sich an dem Stil der Niederländischen Renaissance. Auffällig sind die die Optik des Gebäudes prägenden starken Farbwechsel zwischen den zur Gliederung der Fassade dienenden Elementen und den verwandten Klinkern.